# 木雕水龜
木雕水龜（學名：Glyptemys insculpta）是分佈在北美洲的一種木雕龜屬。牠們以往是分類在水龜屬內，但基於遺傳分析結果將牠們與牟氏水龜分開成為獨立的分類。牠們龜殼可以生長至16-24厘米長。牠們很多時間會在林地出沒，但也是半水生及棲於河流及湖泊。

## 特徵
木雕水龜可以生長達24厘米長。牠們呈褐色，龜殼像雕刻，有角錐的盾板。牠們有兩個顯型：一是腳呈橙色的型態，瞳孔有黃環；另一的腳是黃色的型態，瞳孔呈實黑色。黃腳顯型似乎是分佈在西部的。牠們的龜殼與胸甲的比例較長。雌龜的胸甲會較龜殼長，可以此作為性別的識別。成年的木雕水龜較為兩性異形。雄龜的尾巴較長，泄殖腔在尾巴較後的部份。雄龜的爪也較長，胸甲凹陷的程度也較明顯。幼龜較難分辨性別，要待牠們長達4-5吋才有辦法分辨。

## 行為
木雕水龜一般都是獨居的，但若在有限的空間內，牠們會產生階級。領袖會先行吃食物，並阻止其他低階的進食。牠們是最有智慧的龜之一。牠們也是逃走的能手，經常會尋找逃生的路徑。在一項迷宮的實驗中發現，牠們與大家鼠有著相同的學習能力。牠們比星點龜更為畏高，但卻較少棲於水中。

## 保育狀況
其被列為《瀕危野生動植物種國際貿易公約》附錄二的物種，被限制出口及貿易。

## 外部連結
- ARKive
- WoodTurtle.com （页面存档备份，存于）